# Diphlebia coerulescens
Diphlebia coerulescens är en trollsländeart som beskrevs av Tillyard 1913. Diphlebia coerulescens ingår i släktet Diphlebia och familjen Lestoideidae. Inga underarter finns listade i Catalogue of Life.

## Bildgalleri

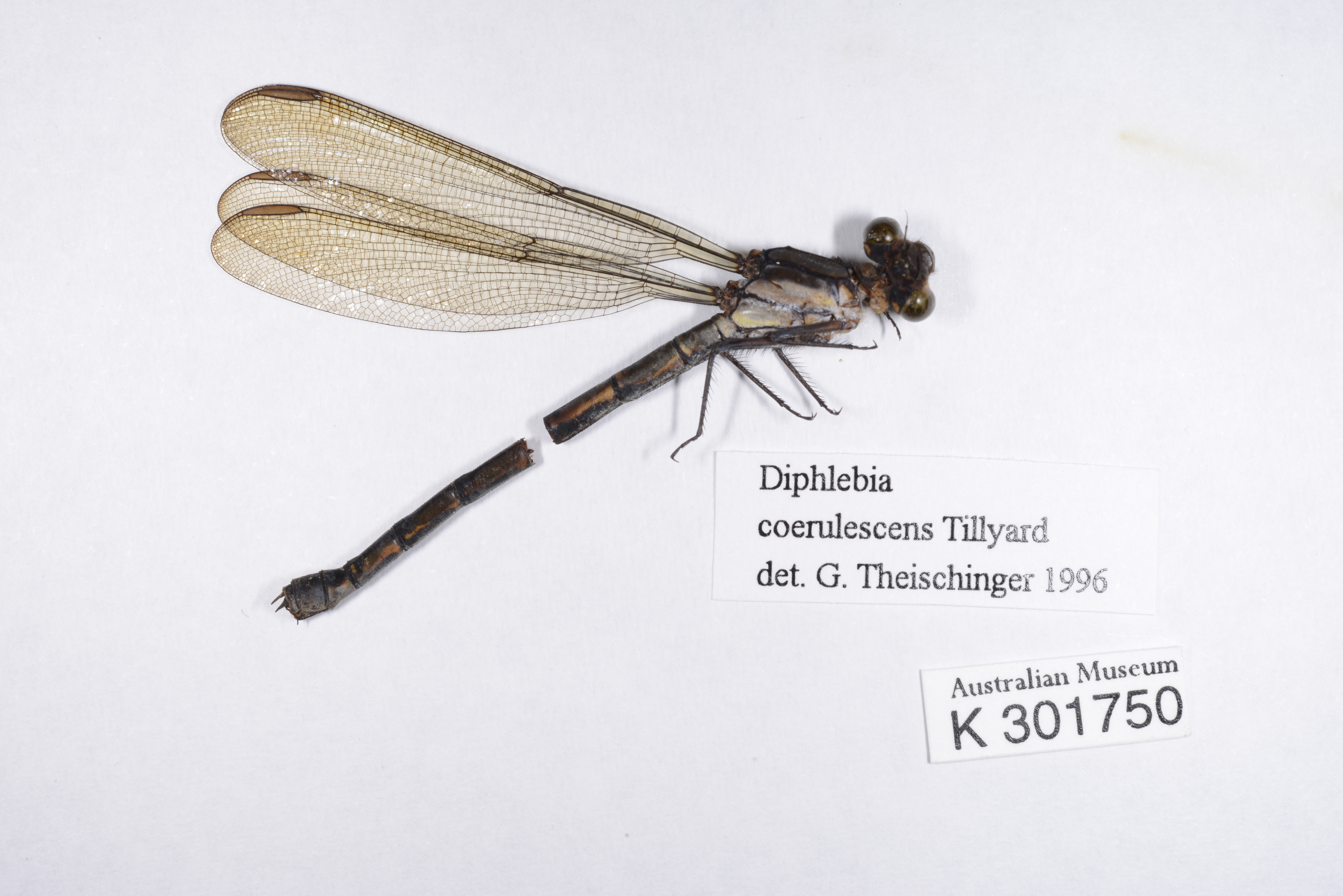